# Václav Ignác Brasch
Václav Ignác Brasch, nebo Brož, něm. Wenzel Ignaz Brasch, nebo Brosch, nebo též Prasch (19. června 1708 Lysá nad Labem – 1761 Schwabach) byl německý malíř a grafik českého původu.

## Život
O jeho životě je známo málo. Působil v Norimberku, Frankfurtu nad Mohanem a Bamberku. Maloval zvířata, lovecké a bitevní scény. Jeho syn Magnus Brasch (žil 1731-1787 v Norimberku) byl také malíř zvířat a loveckých scén.

## Galerie

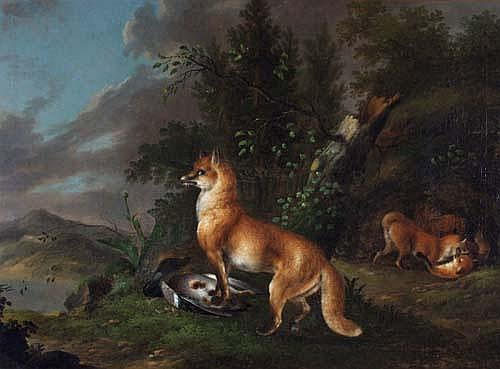
Václav Ignác Brach - Liška a divoké kachny před jejím doupětem
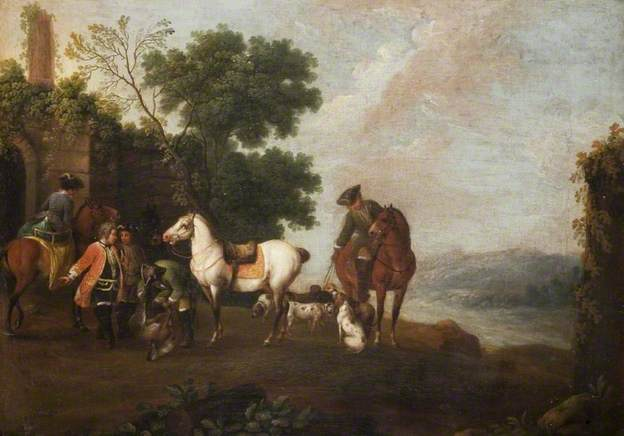
Václav Ignác Brach - Lov na jelena
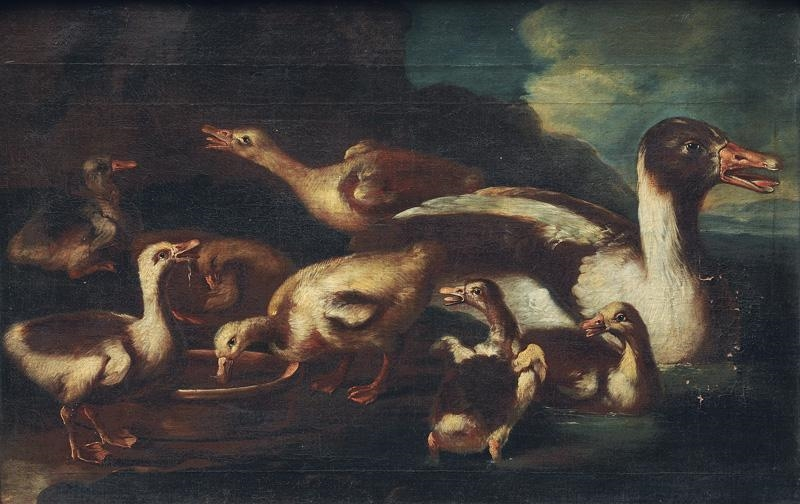
Václav Ignác Brach - Kachní rodina
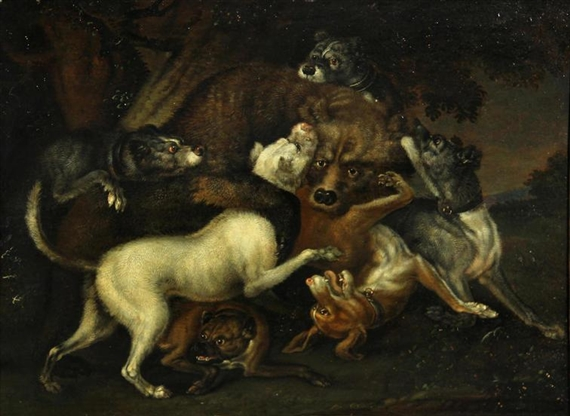
Václav Ignác Brach - Psi útočící na medvěda
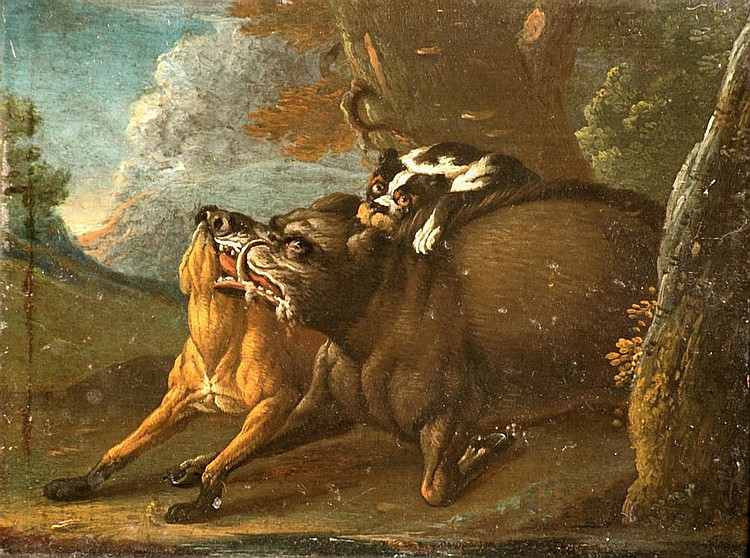
Václav Ignác Brach - Dva psi útočící na kance
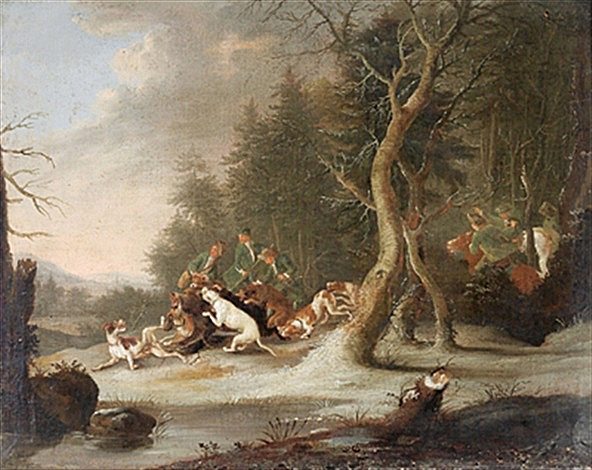
Václav Ignác Brach - Lov na kance